# Schleusengruppe

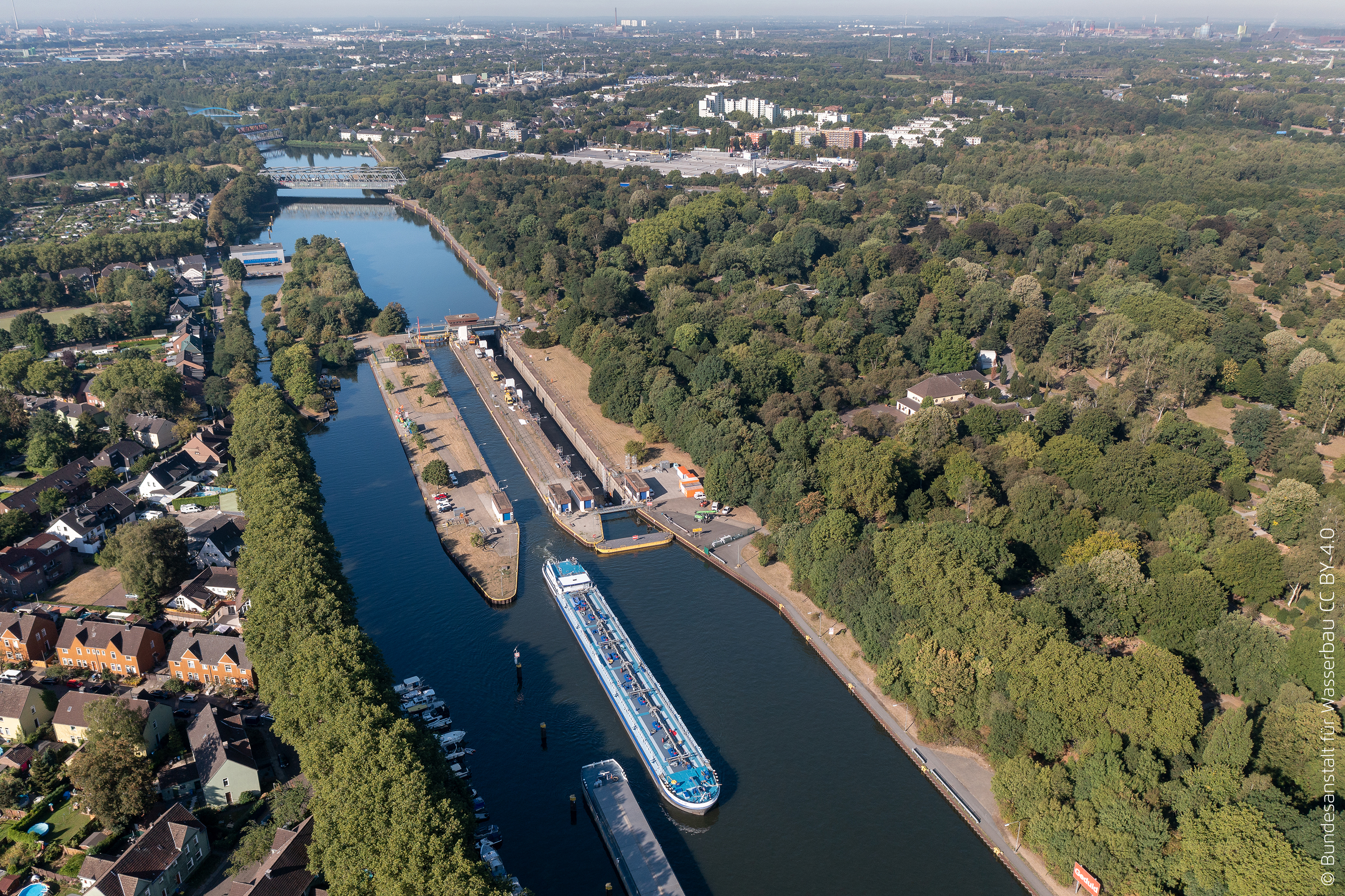
Schleusengruppe Oberhausen

Eine Schleusengruppe sind zwei oder mehrere Schleusen in einer Fallstufe, wenn sie konstruktiv unabhängig voneinander errichtet worden sind. Ansonsten sind für mehrere zusammen gehörende Schleusen die Begriffe Schleusenanlage oder Schleusenkomplex gebräuchlich. Eine Schleuse, auch Schiffsschleuse, selten Schifffahrtsschleuse, ist ein Ingenieurbauwerk des Verkehrswasserbaus, das Wasserstraßen mit unterschiedlichem Wasserstand miteinander verbindet. 
Beispiel ist die Schleusengruppe bei Brunsbüttel im Nord-Ostsee-Kanal und die Schleusengruppe Uelzen. Sie besteht aus den zwei Schleusen Uelzen I und Uelzen II und liegt geographisch im Nordosten von Niedersachsen zwischen Uelzen und Wittingen.